# クリフォード・ギアツ
クリフォード・ギアツ（Clifford Geertz, 1926年8月23日 - 2006年10月30日）は、アメリカ合衆国の文化人類学者。

## 経歴
1926年、サンフランシスコ生まれ。第二次世界大戦で海軍従軍後、アンティオーク・カレッジで哲学の修士号を取得。ハーバード大学大学院に進み、文化人類学を専攻する。1956年に人類学博士号を取得。
その後、カリフォルニア大学バークレー校助教授（1958～60年）、シカゴ大学教授、プリンストン高等研究所社会科学教授（1970～99年）などを経て、2000年よりプリンストン高等研究所名誉教授。

## 受賞・栄典
- 1983年：トーマス・ハックスリー記念賞
- 1992年：福岡アジア文化賞[1]。

## 研究内容・業績
- マックス・ウェーバーおよびタルコット・パーソンズの社会学による行為と意味の概念、アルフレッド・シュッツの現象学的社会学などに拠りつつ、象徴解釈学的、意味論的人類学を築きあげ、人類学のみならず、広く社会科学全般に大きな影響を及ぼした[3]。
- また、インドネシア、バリ島をフィールドとして、『ジャワの宗教』から『ヌガラ――19世紀バリの劇場国家』まで数多くの著作を生み、「インボリューション」論、「劇場国家」論などを展開し、第三世界を扱う政治学・経済学等の分野にまで広く影響を与えた[1]。

## 家族・親族
- 妻：ヒルドレッド・ギアツは、彼の最初の妻である（後に離婚）。

## 著書

### 単著
- The Religion of Java, (University of Chicago Press, 1960).
- Agricultural Involution: the Process of Ecological Change in Indonesia, (University of California Press, 1963).

池本幸生訳『インボリューション――内に向かう発展』（NTT出版, 2001年）
- Peddlers and Princes: Social Change and Economic Modernization in Two Indonesian Towns, (University of Chicago Press, 1963).
- The Social History of an Indonesian Town, (MIT Press, 1965).
- Person, Time, and Conduct in Bali: An Essay in Cultural Analysis, (Yale University Southeast Asia Studies, 1966).
- Islam Observed: Religious Development in Morocco and Indonesia, (Yale University Press, 1968).

林武訳『二つのイスラーム社会――モロッコとインドネシア』（岩波書店［岩波新書］, 1973年）
- The Interpretation of Cultures: Selected Essays, (Basic Books, 1973).

吉田禎吾・柳川啓一・中牧弘允・板橋作美訳『文化の解釈学（1・2）』（岩波書店, 1987年）
- Negara: the Theatre State in Nineteenth-century Bali, (Princeton University Press, 1980).

小泉潤二訳『ヌガラ――19世紀バリの劇場国家』（みすず書房, 1990年）
- Local Knowledge: Further Essays in Interpretive Anthropology, (Basic Books, 1983).

梶原景昭・小泉潤二・山下晋司・山下淑美訳『ローカル・ノレッジ――解釈人類学論集』（岩波書店, 1991年／岩波モダンクラシックス, 1999年）
- Works and Lives: the Anthropologist as Author, (Stanford University Press, 1988).

森泉弘次訳『文化の読み方／書き方』（岩波書店, 1996年）
- After the Fact: Two Countries, Four Decades, One Anthropologist, (Harvard University Press, 1995).
- Available Light: Anthropological Reflections on Philosophical Topics, (Princeton University Press, 2000).

鏡味治也・中村伸浩・西本陽一訳『現代社会を照らす光――人類学的な省察』（青木書店, 2007年）
- 小泉潤二編訳『解釈人類学と反＝反相対主義』（みすず書房, 2002年）

### 共著
- Kinship in Bali, with Hildred Geertz, (University of Chicago Press, 1975).

鏡味治也・吉田禎吾訳『バリの親族体系』（みすず書房, 1989年）
- Meaning and Order in Moroccan Society: Three Essays in Cultural Analysis, with Hildred Geertz and Lawrence Rosen, (Cambridge University Press, 1979).

### 編著
- Old Societies and New States: the Quest for Modernity in Asia and Africa, (The Free Press, 1963).
- Myth, Symbol, and Culture, (Norton, 1974).